# Goubla
Goubla est une commune rurale située dans le département de Toécé de la province du Bazèga dans la région du Centre-Sud au Burkina Faso.

## Géographie
Goubla est situé à 7 km au Sud-Ouest de Toécé et à 3 km à l'Ouest de la route nationale 5.

## Santé et éducation
Le centre de soins le plus proche de Goubla est le centre de santé et de promotion sociale (CSPS) de Nobili dans le département voisin de Nobéré.